# جوئل لوپز پیسانو
جوئل لوپز پیسانو (انگلیسی: Joel López Pissano؛ زادهٔ ۶ ژانویهٔ ۱۹۹۷) بازیکن فوتبال اهل آرژانتین است.
از باشگاه‌هایی که در آن بازی کرده‌است می‌توان به باشگاه فوتبال روساریو سنترال اشاره کرد.